# 城西湖
城西湖是一个位于中华人民共和国安徽省六安市霍邱县的淡水湖，面积约为95.22平方千米，属于淮河区。它的一级流域为淮河流域，二级流域为淮河干流水系。入湖河水有沣河、牛角河，流域面积1816平方公里。1999年2月，城西湖退水闸開建，2004年4月竣工。